# 斯科特·安德鲁斯 (橄榄球运动员)
斯科特·安德魯斯（英語：Scott Andrews；1989年8月1日—）是一位威爾斯橄欖球運動員。他是威爾斯國家橄欖球隊的一員，代表威爾斯參加了2015年橄欖球六國賽的比賽。